# Burtigny
Burtigny és un municipi del cantó suís del Vaud, situat al districte de Nyon.